# Piper scutilimbum
Piper scutilimbum är en pepparväxtart som beskrevs av C. Dc.. Piper scutilimbum ingår i släktet Piper och familjen pepparväxter. Inga underarter finns listade i Catalogue of Life.